# Hrabstwo Suwannee

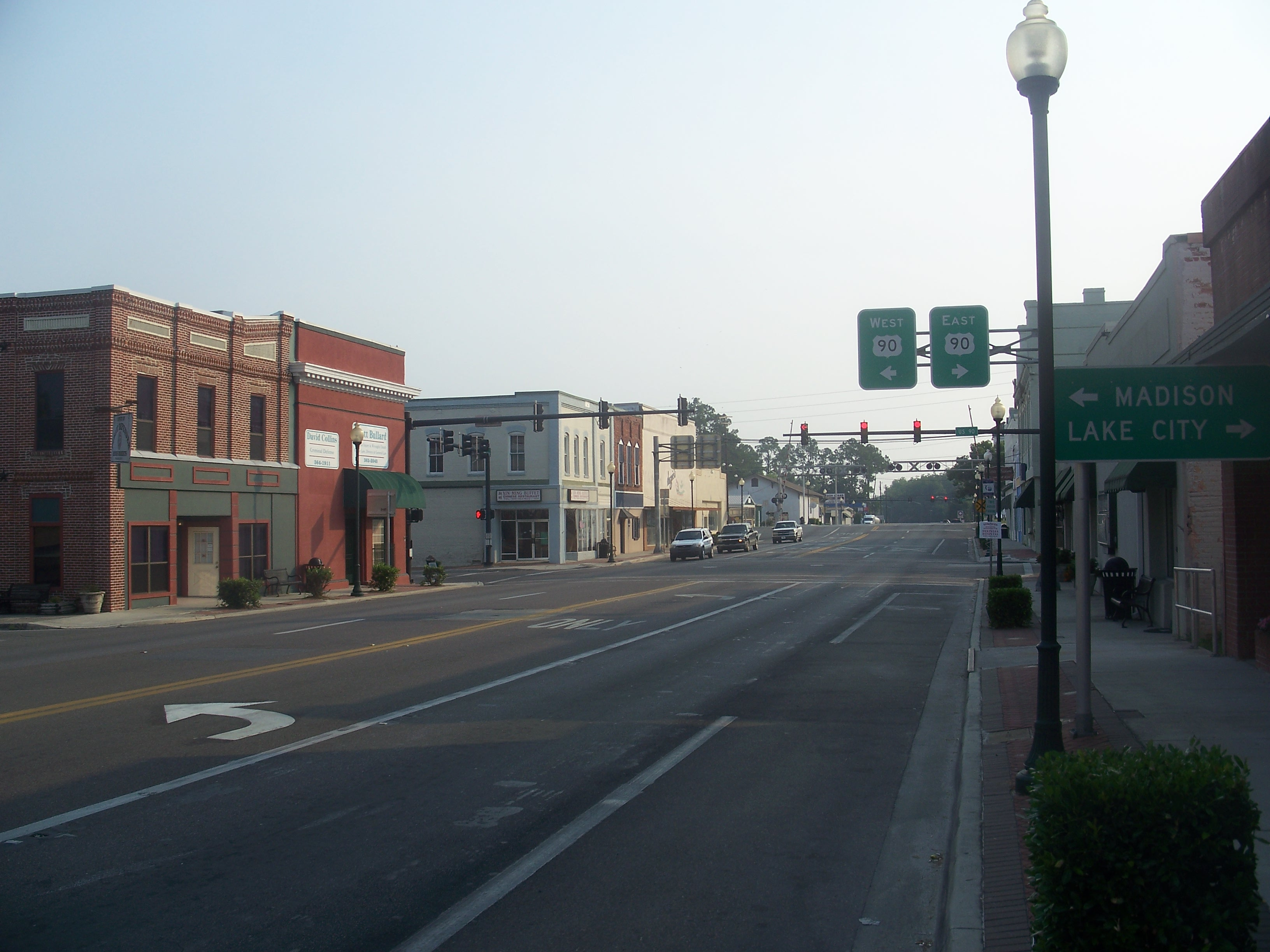
Live Oak

Suwannee – hrabstwo w stanie Floryda, w USA. Jego siedzibą administracyjną jest Live Oak.
Powierzchnia hrabstwa to 1792 km², w tym 10 km² (0,5%) stanowią wody. Gęstość zaludnienia wynosi 25,5 osób/km².
W latach 1946–2011 hrabstwo należało do tzw. dry county, czyli hrabstw gdzie decyzją lokalnych władz obowiązywała całkowita prohibicja.

## Miejscowości
- Live Oak
- Branford

## Sąsiednie hrabstwa
- Hrabstwo Hamilton – północ
- Hrabstwo Columbia – wschód
- Hrabstwo Gilchrist – południowy wschód
- Hrabstwo Lafayette – zachód
- Hrabstwo Madison – północny zachód

## Demografia
Według spisu z 2020 roku liczy 43,5 tys. mieszkańców, co oznacza wzrost o 4,6% w porównaniu z poprzednim spisem z roku 2010. Według danych pięcioletnich z 2022 roku 84,2% to biali (74,5% nie licząc Latynosów), 12,1% to czarnoskórzy lub Afroamerykanie, 2% miało rasę mieszaną, 0,8% to rdzenna ludność Ameryki i 0,7% Azjaci. Latynosi stanowili 11% populacji hrabstwa.
Do największych grup należały osoby pochodzenia afroamerykańskiego, „amerykańskiego” (10,1%), angielskiego (9,8%), niemieckiego (7,9%), irlandzkiego (7,6%), meksykańskiego (3,9%) i włoskiego (3,6%).

## Religia
W 2020 roku pod względem członkostwa największą grupę w hrabstwie tworzą protestanci, głównie baptyści (ok. 25%), bezdenominacyjne zbory (8,5%) i inni ewangelikalni (znacznie ponad 5%). Inne religie obejmowały katolików (4,2%), świadków Jehowy (2%) i mormonów (1,6%).

## Polityka
Hrabstwo silnie republikańskie, gdzie w wyborach prezydenckich w 2020 roku, 77,9% głosów otrzymał Donald Trump i 21,3% przypadło dla Joe Bidena. 